# Antonino Papaldo
Antonino Papaldo (Pedara, 19 aprile 1899 – Roma, 24 febbraio 1997) è stato un magistrato italiano, giudice costituzionale dal 1955 al 1967.

## Biografia
Nato a Pedara, si laureò in giurisprudenza all'Università di Catania con il massimo dei voti e divenne magistrato ordinario nel 1922; passò, due anni dopo, all'Avvocatura dello Stato e quindi, nel 1929, al Consiglio di Stato, prima come Referendario, poi, dal 1934, come Consigliere e, successivamente come Presidente di Sezione.
Nell'immediato dopoguerra (tra il 1944 e il 1948) ricoprì presso vari dicasteri l'incarico di Capo di Gabinetto nonché presiedette importanti Commissioni Governative.
In questi stessi anni, tra gli altri impegni, va ricordato il ruolo svolto presso la Commissione di studio sulla riorganizzazione dello Stato presso il Ministero della Costituente, quinta Sottocommissione, - destinata allo studio dei problemi organizzativi della Sanità.
La sua profonda esperienza in questa ultima materia, riversatasi in numerose scritti, gli ottenne il riconoscimento della libera docenza in Diritto Amministrativo alla “Sapienza”.
Nel 1955 fu nominato giudice costituzionale, mandato che svolse fino al 1967. Di tale Organo aveva avuto occasione di seguire la gestazione, in quanto partecipò, nei primi mesi del 1946, ai lavori della prima Sottocommissione per i problemi costituzionali, che elaborò una relazione che il Ministro per la Costituente sottopose all'Assemblea Costituente.
Concluso il mandato di Giudice Costituzionale, come Giudice sostituto del Presidente, ora si sarebbe chiamato Vice Presidente, rientrò presso il Consiglio di Stato, ove, nominato Primo Presidente, rimase in carica fino al 1969, anno in cui cessò per limiti di età la sua attività di Magistrato.
Il resto della sua lunga vita fu dedicato all'approfondimento delle problematiche giuridiche relative alla sanità pubblica, che puntualmente registrò, nella loro evoluzione legislativa, nel Codice delle Leggi Sanitarie, che ha avuto una funzione determinante per la sistemazione organica della complessa normativa sanitaria, oltre che strumento prezioso per la consultazione da parte degli operatori del settore in quanto compilazione dell'intera politica legislativa anche regionale dai primordi fino al 1992, data di pubblicazione della terza edizione.